# Fletcher Wamilee
Fletcher Wambo Wamilee (* 6. Januar 1972) ist ein vanuatuischer Leichtathlet.
Er nahm an den Olympischen Sommerspielen 1992 teil. Er war sowohl für den 100-Meter-Lauf als auch für den 200-Meter-Lauf gemeldet, trat jedoch nur in ersterem an. Hier belegte er in seinem Vorlauf den achten Platz und zog nicht ins Finale ein.